# Arthur the King
Arthur the King is een Amerikaanse sportfilm uit 2024, geregisseerd door Simon Cellan Jones en geschreven door Michael Brandt, gebaseerd op het non-fictieboek Arthur - The Dog Who Crossed the Jungle to Find a Home van de Zweedse voormalige topsporter Mikael Lindnord uit 2016.

## Verhaal
In 2014 komen Michael Light, een Amerikaanse hardloper, en zijn adventureraceteam in Costa Rica vast te zitten op de eerste dag nadat hun teamleider de slechte beslissing heeft genomen om tegen de stroom in te kajakken. Daardoor stopt Light met de competitiesport. Na een onderbreking van drie jaar in zijn carrière, in 2018, besluit Mikael nog een keer te racen in de hoop eindelijk een race te winnen. Hij gaat van start met drie teamgenoten Olivia, Chiki en Leo. Ze vliegen van de VS naar de Dominicaanse Republiek voor een vijfdaagse race, voornamelijk door bergachtig junglegebied. Op de tweede dag van de race geeft Michael gehaktballen aan een zwerfhond in het doorgangskamp en de hond blijft hen volgen. Het team adopteert de hond en ze noemen hem Arthur, naar koning Arthur.

## Rolverdeling
| Acteur            | Personage     |
| ----------------- | ------------- |
| Mark Wahlberg     | Michael Light |
| Ukai              | Arthur        |
| Simu Liu          | Leo           |
| Juliet Rylance    | Helena Light  |
| Nathalie Emmanuel | Olivia        |
| Ali Suliman       | Chik          |

## Release en ontvangst
Arthur the King ging op 15 maart 2024 in première in de Verenigde Staten en bracht $ 7,5 miljoen op aan de kassa in zijn openingsweekend, daarmee een derde "box office"-plaats behalend. De film kreeg gemengde kritieken van de filmcritici, met een score van 69% op Rotten Tomatoes, gebaseerd op 72 beoordelingen.